# Nouvelle-Galles du Sud (Canada)
Cet article concerne l'ancienne région du Canada. Pour l'État fédéré d'Australie, voir Nouvelle-Galles du Sud.
La Nouvelle-Galles du Sud (New South Wales) est le nom historique d'une région du Canada située à l'ouest et au sud de la baie d'Hudson. Elle a été nommée et cartographiée par Thomas Button en 1613. Le nom de « New South Wales » apparaît avec son opposé Nouvelle-Galles du Nord dans Complete System of Geography d'Emanuel Bowen datant de 1747.  